# Luitbert von Rödinghausen
Luitbert von Rödinghausen († 1320) war von 1290 bis 1320 Abt des Klosters Grafschaft.

## Leben
Er weitete insbesondere die Besitzrechte des Klosters aus. Diesem überließ Erzbischof Siegfried von Westerburg 1290 die Ansprüche auf die Pfarrei Attendorn. Kurze Zeit später schenkte Johann von Bilstein den Hochwald bei Latrop dem Kloster. Die Erbvögte aus dem Haus der Edelherren von Grafschaft verzichteten auf ihre vogteilichen Rechte über den Hof von Glindfeld und weitere Güter zu Gunsten des Klosters. Johann von Bilstein stiftete 1292 eine Memorie für seine verstorbene Mutter. Dafür bekam das Kloster Renten aus der Mühle bei Schmallenberg. Zwischen den Edelherren von Bilstein und dem Kloster kam es 1296 zu einem beträchtlichen Besitztausch. Später erwarb Luitbert noch weitere Besitzungen. Außerdem tauschte er 1299 den halben Grafschafter Zehnten gegen verschiedene Güter von den Edelherren von Grafschaft ein. Im Jahr 1297 beauftragte ihn Erzbischof Wigbold von Holte die Nonnen aus dem Kloster Küstelberg nach Glindfeld zu verlegen. Im Jahr 1302 legte der Erzbischof die Präbenden für die Mönche im Kloster auf 24 fest. Im Jahr 1307 kam es zur Regelung des Verhältnisses der Stadt Belecke zu der zum Kloster gehörenden Propstei Belecke.